# Abadía de San José (Storrington)
La Abadía de San José (en inglés: St Joseph's Abbey ) en Storrington en Sussex, Inglaterra, fue originalmente una rectoría, después una pequeña casa de campo y un colegio de monjas.
Se trata de una casa de tres plantas construida en 1871-2 por el reverendo George Faithfull en el estilo gótico victoriano, reutilizando material de la rectoría de 1621, que fue demolida en ese momento. En la década de 1880 fue el residencia del coronel George Walter Stirling, un barón que tenía un rebaño de ganado Jersey pedigrí. Los inquilinos sucesivos alteraron la casa, en 1911 (trabajo parcialmente de madera) y en 1930 (con ladrillos) cuando el coronel HV Ravenscroft añadió unos salones diseñados por John Leopold Denman.
En 1953, la casa se convirtió en un convento dominico (Iglesia católica) y en un internado. La escuela se cerró en 1999.